# Pryboržavske
Pryboržavske (ukrajinsky Приборжавське, do roku 1960 Zadnya, Zadné)  je obec v jednotném územním společenství Dovžanská vesnická komunita, ležící v okresu Chust (dříve v okrese Iršava) v centrální části Zakarpatské oblasti Ukrajiny asi 42 km východně od Mukačeva. Vesnicí protéká řeka Boržava, podle které je také pojmenována. V roce 2001 měla 3585 obyvatel.

## Historie
První písemná zmínka pochází z roku 1409. V minulosti vesnice patřila Rakousku-Uhersku, od jeho rozpadu v roce 1918 až do roku 1939 byla součástí Podkarpatské Rusi a Československa. Od 15. dubna 1939 byla obec součástí samostatného státu Karpatská Ukrajina; za několik dní pak bylo Zakarpatí obsazeno maďarskými vojsky. V roce 1945 byla Podkarpatská Rus spolu s vesnicí připojena k Ukrajinské SSR. 

## Doprava
Vesnici prochází úzkokolejná Boržavská hospodářská dráha.